# Rutherglen (Australie)
Pour les articles homonymes, voir Rutherglen.
Rutherglen (1 990 habitants) est un village du nord-est de l'État de Victoria en Australie à 276 km au nord-est de Melbourne.
Il abrite le Victoria Hotel construit en 1868.